# Gut Wolfskuhle

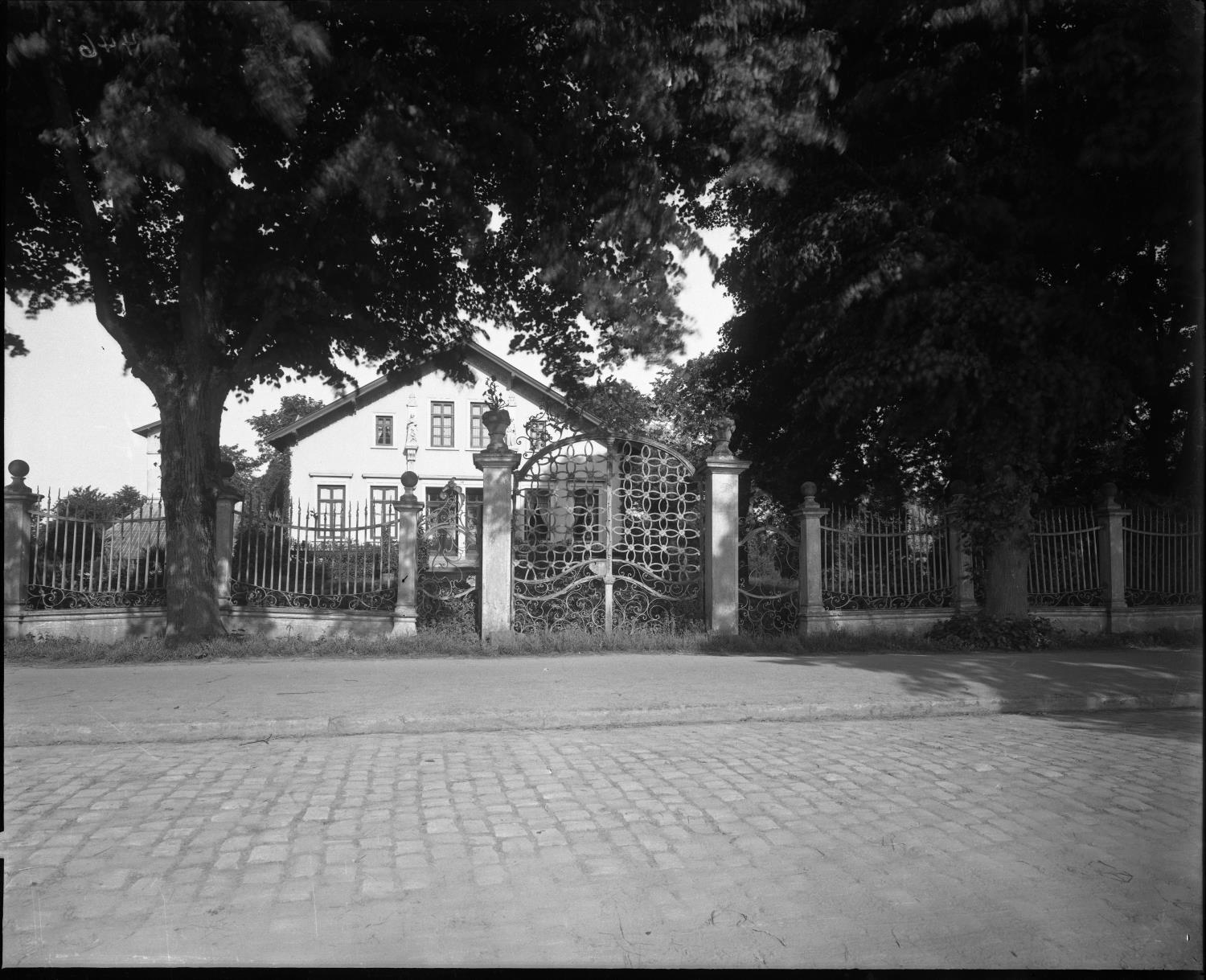
Das Gut Wolfskuhle mit dem Franzosentor. Foto von 1896

Das Landgut Wolfskuhle war ein an der Kattenturmer Heerstraße (etwa in Höhe der heutigen Nr. 141) im Bremer Stadtteil Obervieland gelegenes Anwesen, das vermutlich seit seinen Anfängen, spätestens im 18. Jahrhundert im Besitz Bremer Bürgerfamilien war.

## Geschichte
Da auf dem weit außerhalb der historischen Stadtbebauung gelegenen Gelände bei Bauarbeiten Wappensteine mit dem Datum 1574 gefunden wurden, nimmt man an, dass hier schon im 16. Jahrhundert das Landgut eines Bremers stand. Um 1760 gehörte es dem Bremer Kaufmann Johann Abraham Retberg, ab 1772 der Familie des 1775 hier geborenen Nikolaus Meyer, eines Freundes von Johann Wolfgang von Goethe, 1836 ist erstmals der Name „Gut Wolfskuhle“ belegt. Verschiedene Eigentümer folgten: 1813 Heinrich Diedrich Alberti, 1825 Johann Friedrich Schlingmann, 1849 baute Andreas Heinrich Knoop ein neues Gutshaus, 1869 ging es an Georg Johann Schweers, 1905 kam die Henriette Schweers-Knoop-Stiftung in den Besitz, der bis 1923 eine „Idiotenanstalt“ und ein Erholungsheim für Tuberkulosekranke aufnahm und 1925 ein Durchgangsheim für obdach- und arbeitslose Frauen wurde. Fotos des 19. Jahrhunderts lassen die Gestalt des nicht erhaltenen Hauptgebäudes erkennen: ein schlichtes, giebelständig zur Straße orientiertes Haus von sechs Fensterachsen mit Satteldach. Ein Teil des Gutes wurde 1933 in einen öffentlichen Park umgewandelt. Heute finden sich dort, zwischen Wolfskuhlenweg und Schweersweg, neben dem Wolfskuhlenpark ein Seniorenheim und das Nierenzentrum Bremen-Süd.

### Franzosentor

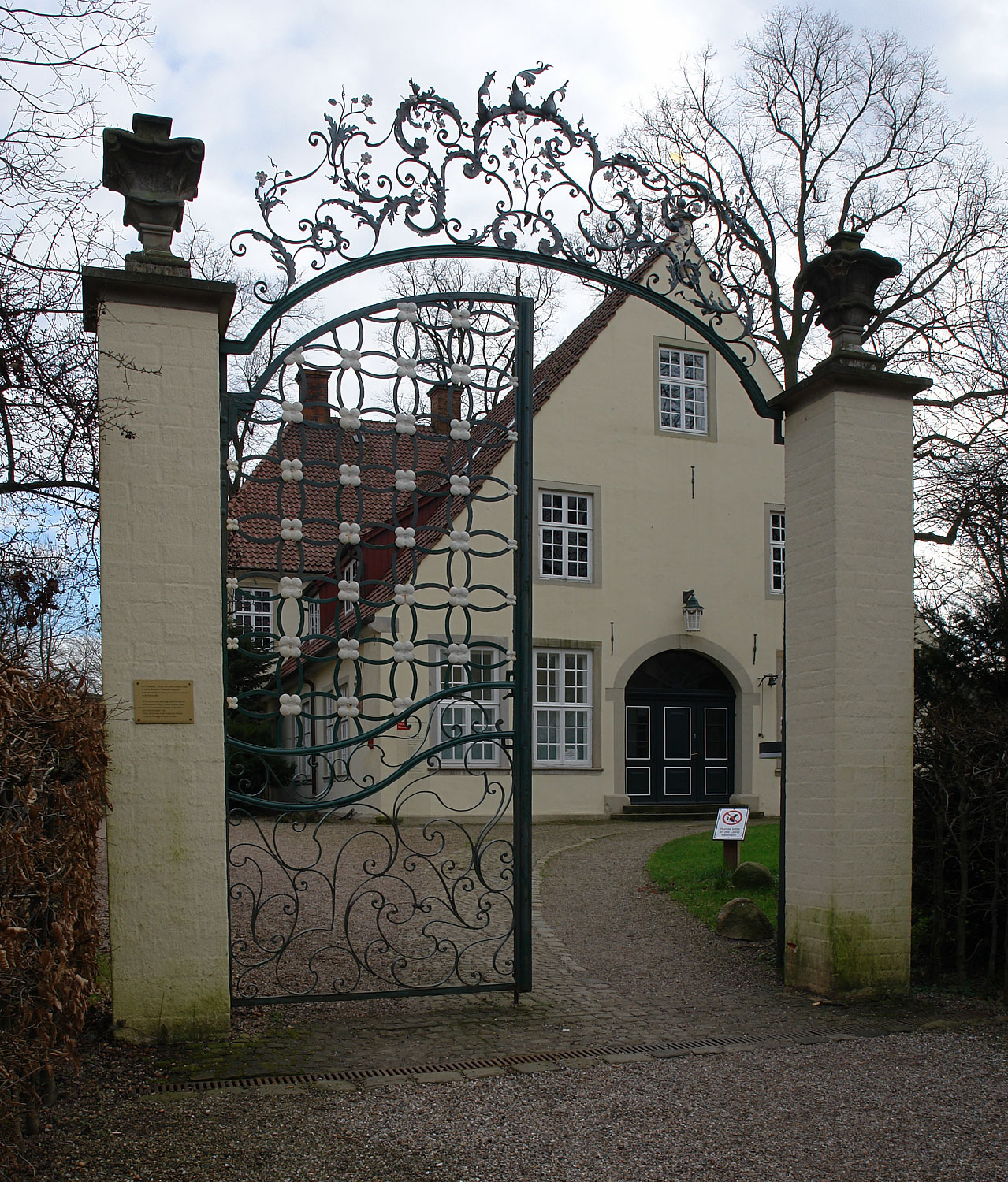
Das Franzosentor (2008)

Das Gut Wolfskuhle ist in Bremen besonders deswegen bekannt, weil hier ursprünglich als Abschluss zur Straße hin das Franzosentor stand, eine um 1760 gefertigte Kunstschmiedearbeit, die 1913 dem Historischen Museum  übereignet wurde und heute den Zugang zum Haus Riensberg bildet. Das Tor ist in der Denkmaldatenbank vom Landesamt für Denkmalpflege Bremen als Teil des Kulturdenkmals Haus Riensberg erfasst.

## Name
Als Wolfskuhlen bezeichnete man grubenartige Fallen für Wölfe. Nach Buchenau war der heute noch im Park zwischen Wolfskuhlenweg und Schweersweg existierende Teich „Wolfskuhle“ Rest einer Brake (einer bei einem Deichbruch entstandenen Auskolkung), die seit 1853 durchdeicht war.